# Stagno delle Saline (Stintino)
Lo stagno delle Saline è una zona umida situata in prossimità della costa nord-orientale della Sardegna. Appartiene amministrativamente al comune di Stintino.

In base alla direttiva "Uccelli" n. 79/409/CEE adottata dell'Unione europea il sito è stato classificato zona di protezione speciale (ITB013012) in quanto habitat ideale per le popolazioni di uccelli selvatici migratori.